# Giovanni Scaramuzzino
Giovanni Scaramuzzino (Reggio Calabria, 29 novembre 1967) è un giornalista italiano.

## Biografia
Ha legato inizialmente il suo nome soprattutto al ciclismo divenendo una delle voci ufficiali di Radio Rai. Al seguito del Giro d'Italia dal 1996, del Tour de France e delle grandi classiche dal 1998, radio-trasmette in diretta le fasi finali delle corse dalla sella di una moto, un'esperienza descritta in un suo libro dal titolo: Fino all'ultimo chilometro. Il Giro d'Italia da una motocicletta. Ha pubblicato anche un romanzo sul mondo dello sport intitolato Come quando ascoltiamo le partite alla radio, intreccio di storie e personaggi legati all'ascolto della cronaca di una partita trasmessa alla radio.
Già telecronista delle partite del campionato di calcio di Serie A per La grande giostra dei gol di Rai International, è poi passato in pianta stabile a Radio Rai. Per questa testata, Giovanni Scaramuzzino, una laurea in Scienze Politiche Internazionali, ha seguito da inviato i Giochi della XXVIII Olimpiade ad Atene, quelli della XXIX Olimpiade di Pechino. Ai Giochi di Londra del 2012 è stato il commentatore radiofonico dallo Stadio Olimpico delle gare di atletica, mentre a quelli di Rio 2016 si è occupato di lotta, pallavolo e come sempre di ciclismo, raccontando la medaglia d'oro di Elia Viviani nella prova su pista. È una delle voci della storica trasmissione Tutto il calcio minuto per minuto, inviato in Sudafrica per raccontare in diretta dai vari stadi le partite dei Mondiali di calcio 2010 e in Polonia e Ucraina per Euro 2012. È stato radiocronista anche per i Mondiali in Brasile del 2014 e per gli Europei in Francia del 2016.
Il 21 marzo 2009 ha effettuato la sua prima radiocronaca per Tutto il calcio minuto per minuto, la vittoria dell'Ancona sul campo del Livorno per 3-2. Due anni più tardi il suo esordio nel racconto di una partita di Champions League, l'ottavo di finale tra Bayern Monaco ed Inter.
Dal 19 febbraio 2017 diviene, dopo otto anni di militanza in trasmissione, la voce del campo principale di Tutto il calcio minuto per minuto, a seguito del pensionamento di Riccardo Cucchi. Scaramuzzino diventa così la quarta prima voce del programma dal 1960 ad oggi, raccogliendo l'eredità di Enrico Ameri, Sandro Ciotti e dello stesso Cucchi.

## Opere
- Come quando ascoltiamo le partite alla radio, Torino, SEI, 2010.
- Fino all'ultimo chilometro. Il Giro d'Italia da una motocicletta, Geo Edizioni, 2005.

| Controllo di autorità | SBN LO1V374646 |